# Quai André-Citroën
Le quai André-Citroën est une voie, un quai, situé le long de la Seine, rive gauche, dans le 15e arrondissement de Paris.

## Situation et accès
Le quai est dans un axe approximativement Nord-Est/Sud-Ouest et est prolongé, au Nord-Est, par le quai de Grenelle, à partir du pont de Grenelle et, au Sud-Ouest, par le quai d'Issy-les-Moulineaux, à partir du pont du Garigliano. Entre les deux, le pont Mirabeau donne également sur le quai. L'ensemble du quai, côté Seine, est occupé par le port de Javel.

## Origine du nom

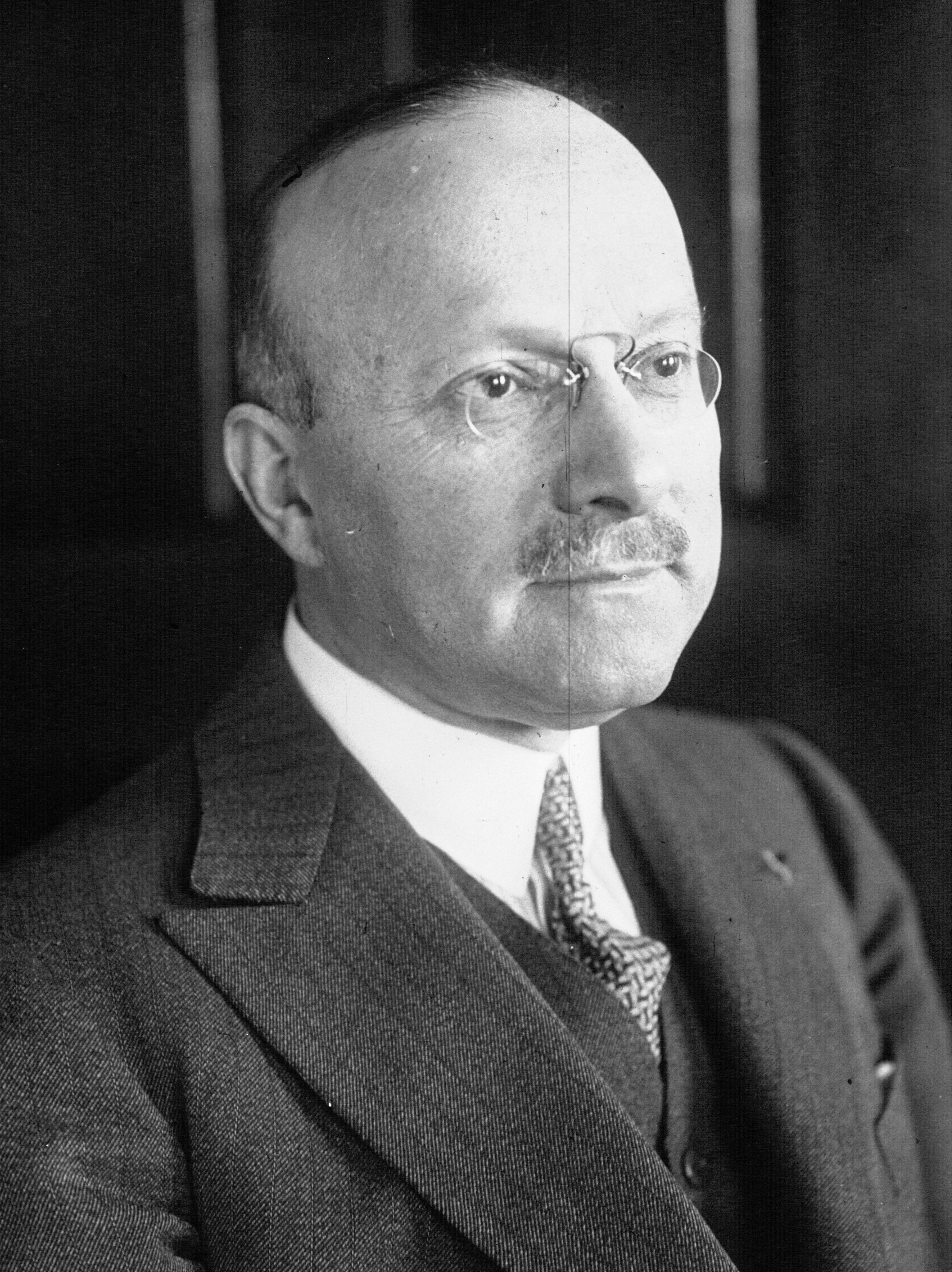
André Citroën.

Le quai est nommé en hommage au constructeur automobile André Citroën (1878-1935), dont les usines Citroën furent installées sur ce quai de 1915 à 1975 puis remplacées par l'actuel parc André-Citroën,.

## Historique
Cette voie était indiquée sur le plan de Roussel, de 1730, à l'état de chemin.
Classé dans la voirie de l'ancienne commune de Grenelle et de la commune d'Issy ce quai commencé en 1837, ne fut achevé qu'en 1877, époque de l'établissement du chemin de fer des Moulineaux, sous le nom de « quai de Javel », qui lui vient de ce qu'il longe l'ancien hameau de Javel. Par décret du 23 mai 1863 il est classé dans la voirie parisienne. Le port de Javel a été construit en 1866.
En 1777, fut établi au hameau de Javel la manufacture de Monseigneur le Comte d'Artois. Cette usine s'occupait spécialement de la fabrication des acides et des sels minéraux. C'est là que fut découvert pour la première fois l'hypochlorite de sodium, dit eau de Javel, l'alun, la soude épurée et le blanc de plomb.
Il prend sa dénomination actuelle par un arrêté du 13 juin 1958.

## Bâtiments remarquables et lieux de mémoire
- Front-de-Seine, ensemble de tours de grande hauteur construit dans les années 1970.
- Parc André-Citroën, grands espaces arborés aménagés sur les anciens terrains de l'usine historique Citroën, inauguré en 1992.
- Siège social de France Télévisions (architecte Jean-Paul Viguier (1995-1998), à l'extrémité Sud du quai.
- Studios Rive Gauche, ex-siège social de Canal+ et siège actuel d'Europe 1.
- Zone industrielle du port de Javel en contrebas du quai André-Citroën.
- Promenade Gibran-Khalil-Gibran.

Front-de-Seine et zone industrielle du port de Javel
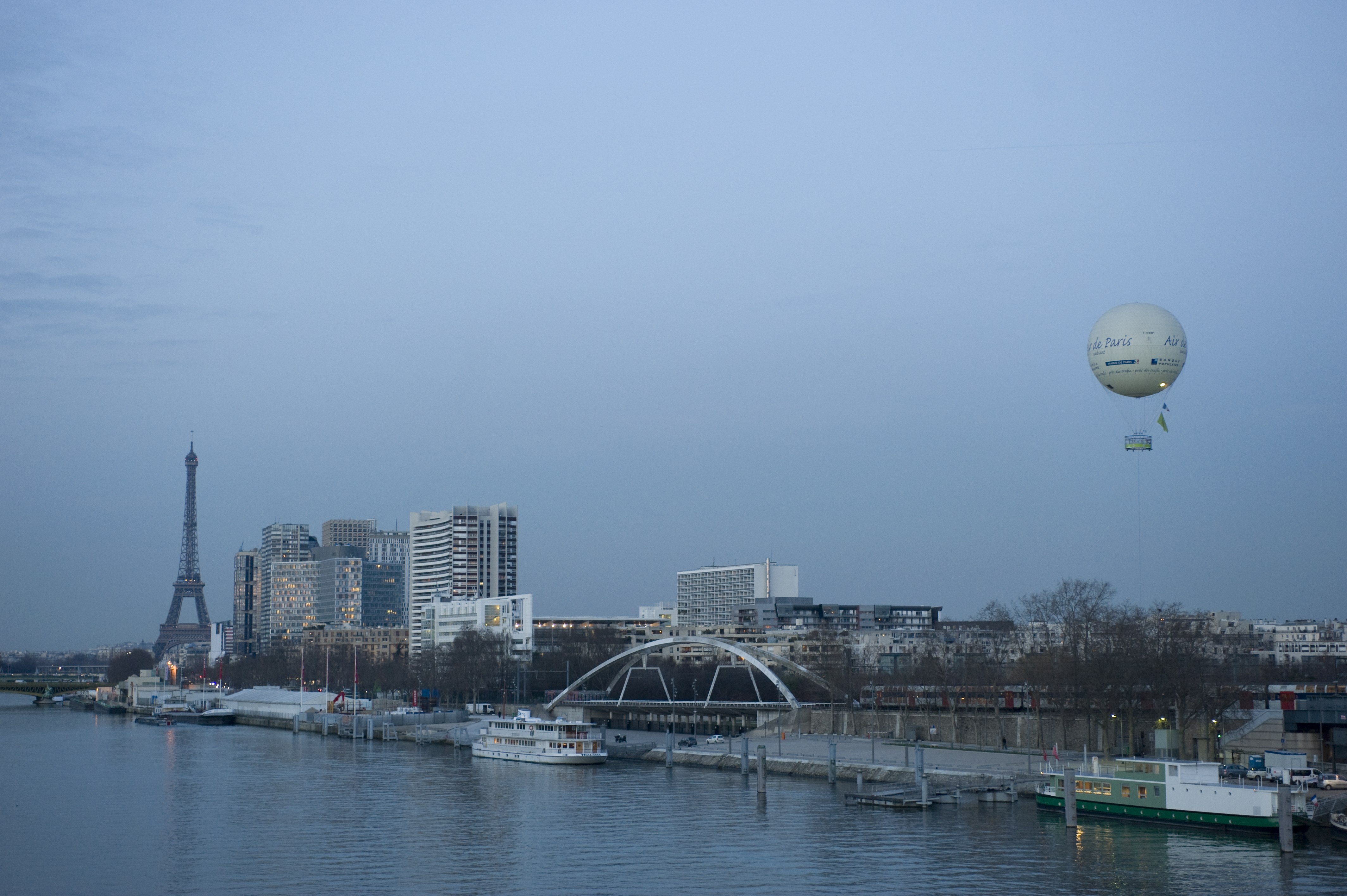
Le Front-de-Seine et le port de Javel, survolé par le ballon du parc André-Citroën.
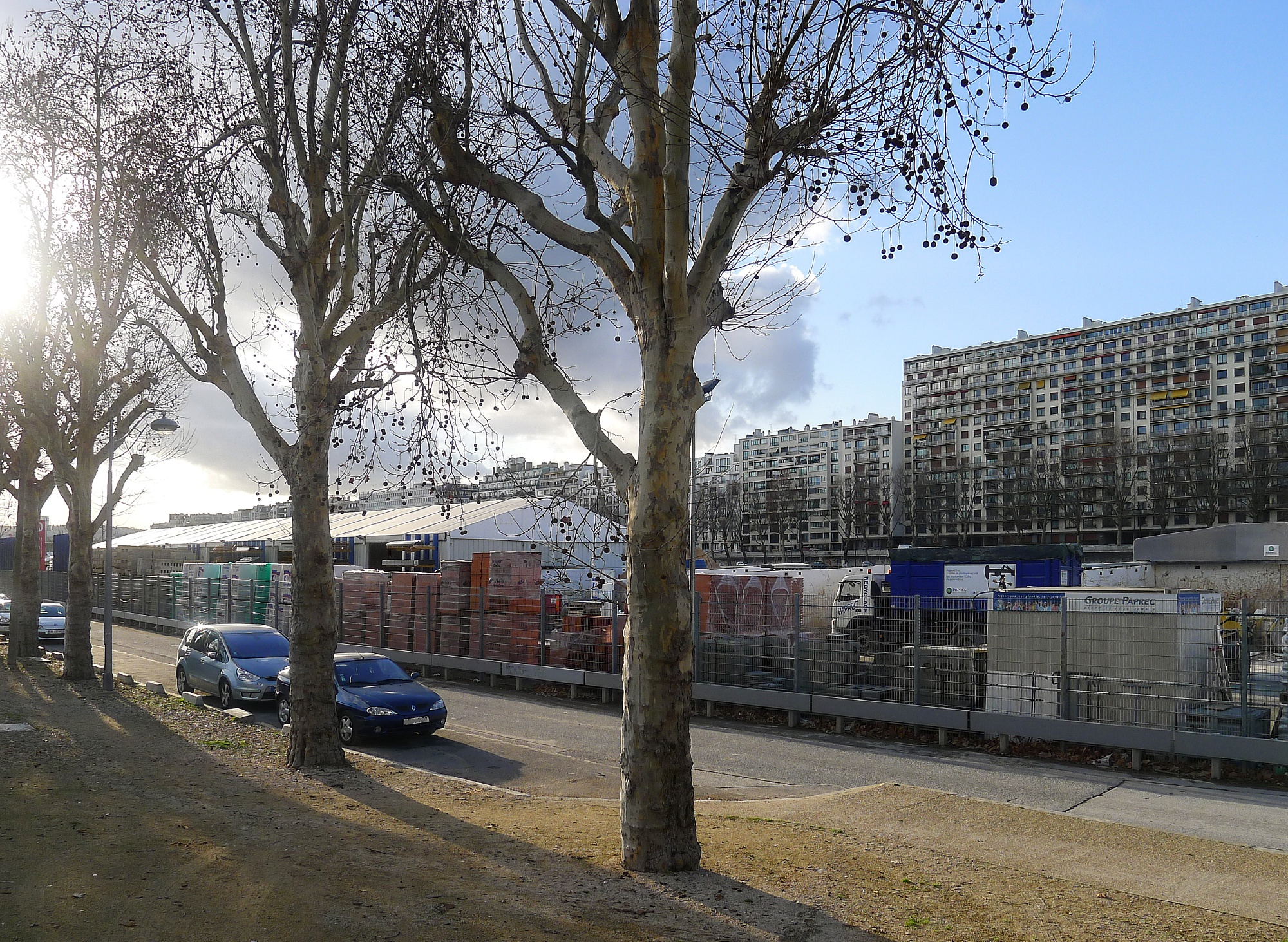
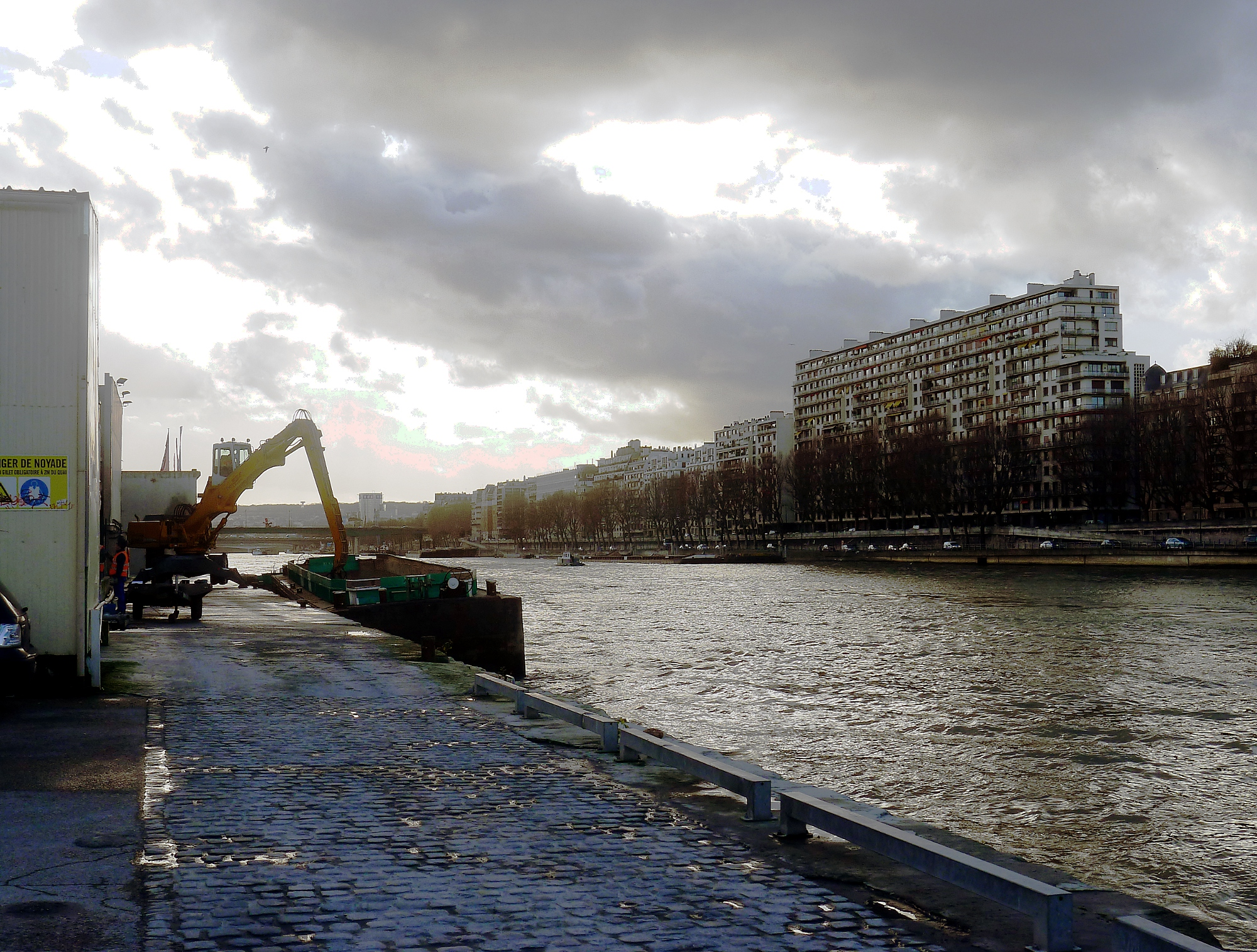
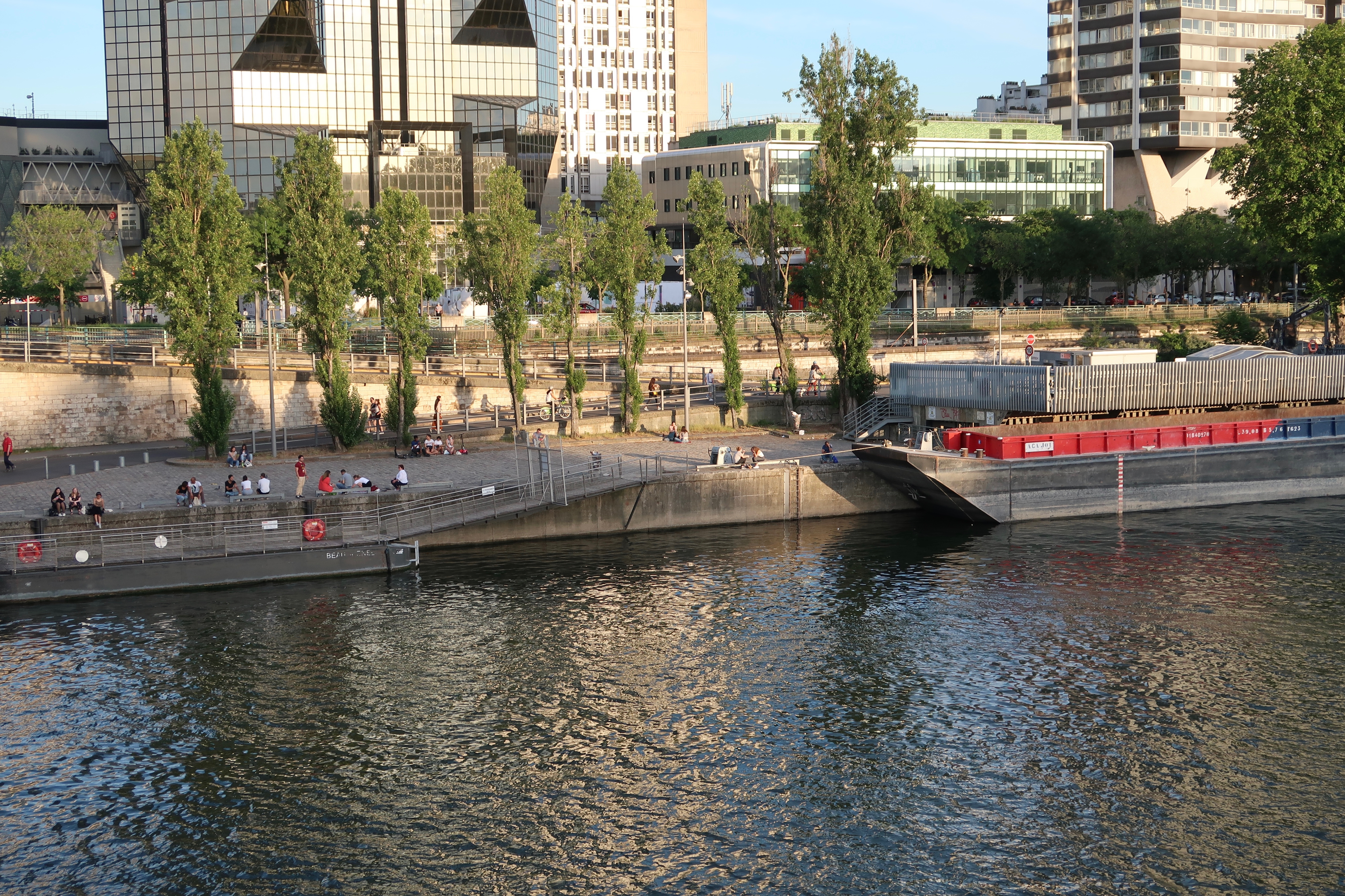
Lieu de rassemblement les jours ensoleillés.

### Dans les arts

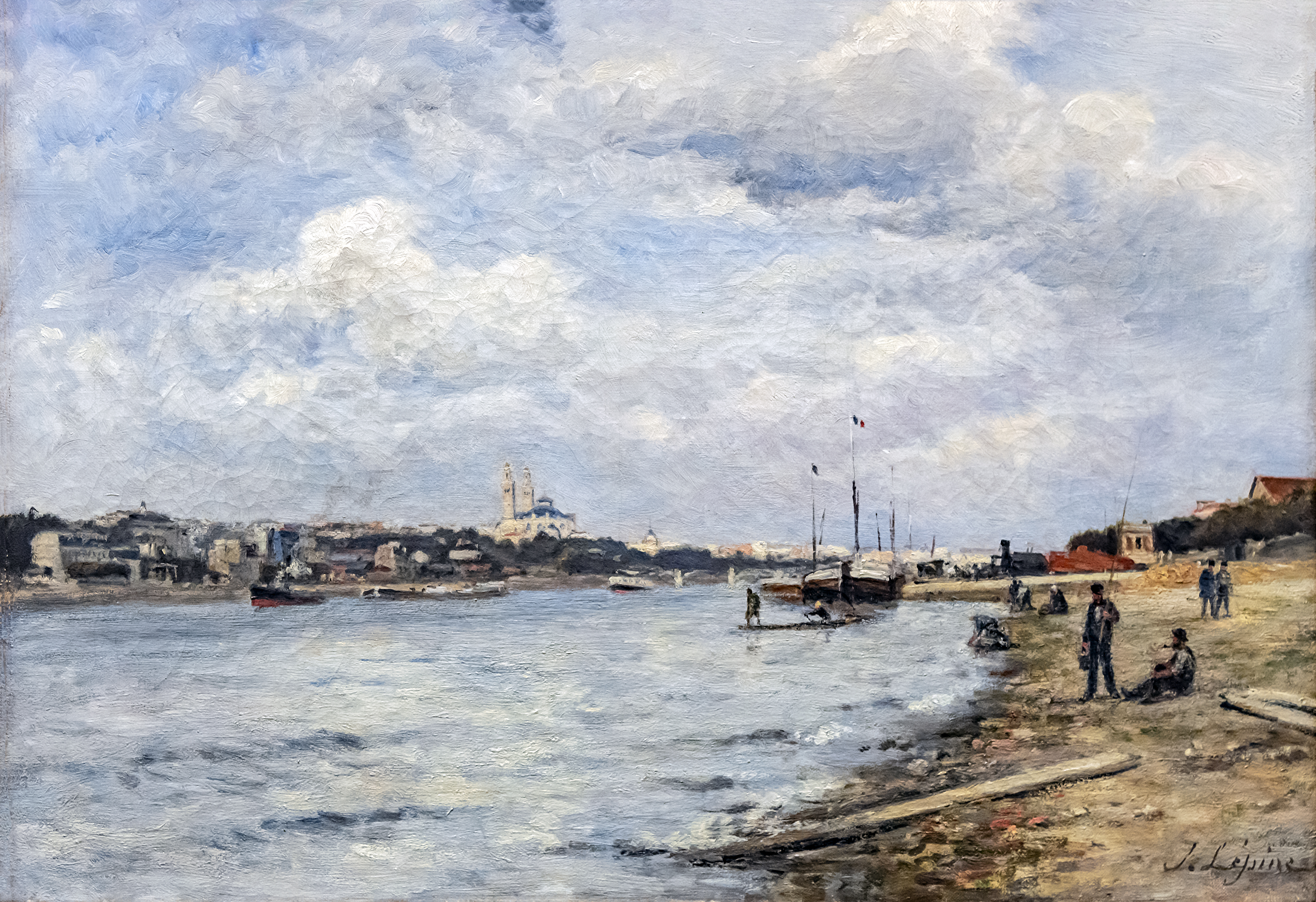
La Seine, le Trocadéro et le pont de Grenelle, vus du Quai de Javel,
Stanislas Lépine, 1880-1885,
Fondation Bemberg

Dans le film En cas de malheur (1958), Claude Autant-Lara adapte le roman de Georges Simenon, avec Gabin et Bardot, qui se termine quai de Javel, à l'Hôtel du Midi.